# Martin Benrath

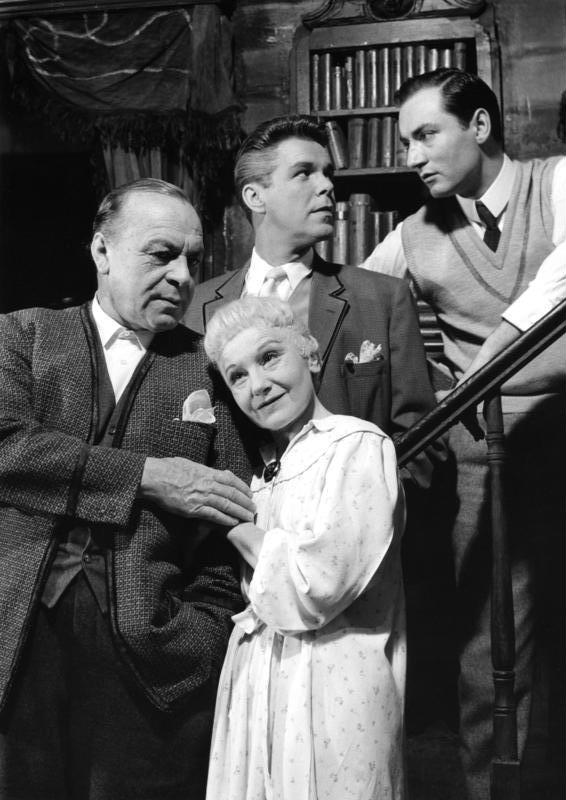
Martin Benrath (rechts) 1957 bei einem Gastspiel des Düsseldorfer Schauspielhauses im Stadttheater Bad Godesberg in dem Stück Eines langen Tages Reise in die Nacht von Eugene O’Neill an der Seite von (von links) Paul Hartmann, Elisabeth Bergner und Heinz Drache.

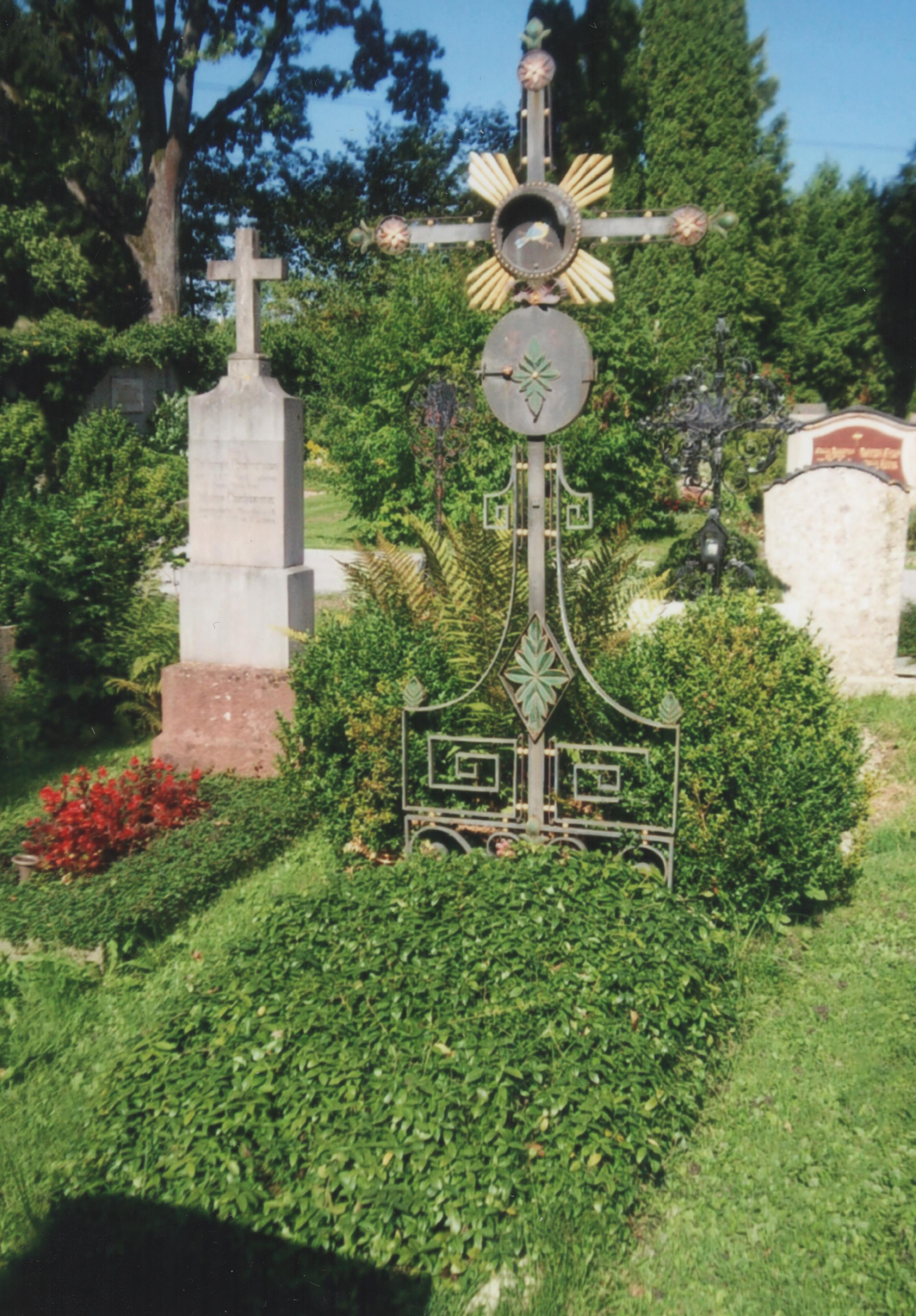
Grabstätte von Martin Benrath

Martin Benrath (* 9. November 1926 in Berlin; † 31. Januar 2000 in Herrsching am Ammersee; eigentlich Helmut Kurt August Hermann Krüger) war ein deutscher Schauspieler.

## Leben
Martin Benrath war Sohn eines leitenden Angestellten. Er besuchte ein Gymnasium bis zur Oberprima und war Flakhelfer. Nach dem Zweiten Weltkrieg ging er zur Bühne. Er nahm Schauspielunterricht bei Maria Loya und begann seine Karriere 1947 am Theater am Schiffbauerdamm. Weitere Engagements folgten am Theater am Kurfürstendamm und am Hebbel-Theater. Der größte Erfolg stellte sich jedoch am Düsseldorfer Schauspielhaus unter Gustaf Gründgens ein. Da der Name Krüger vom Kollegen Hardy Krüger bereits „besetzt“ war, riet ihm der Chefdisponent zu einem Künstlernamen. Krüger fiel nichts Passendes ein. Darauf fragte ihn der Disponent: „Wo wohnen Sie zurzeit?“ – „In Benrath.“ Ein Engagement in München folgte 1961. Benrath galt – schon wegen seiner von einem Unfall herrührenden Gesichtsnarbe – als markanter Charakterdarsteller. Ein überhängender I-Stahlträger durchstieß auf der Neußer Brücke die Windschutzscheibe eines VW-Käfers, in dem Benrath saß.
Benrath trat auch in zahlreichen Kinofilmen und Fernsehspielen wie Morituri (1965, Regie: Bernhard Wicki), Die weiße Rose (1982, Regie: Michael Verhoeven), Stalingrad (1993), Der Schattenmann (1996), Der Campus (1998) und Beresina (1999) auf. In Berlinger spielte er 1975 die Titelrolle eines Unangepassten und Individualisten. Bei der Hörspiel-Produktion Der kleine Hobbit des Westdeutschen Rundfunks von 1980 übernahm er den Part des Erzählers. Auch als Darsteller in der Krimiserie Derrick wurde er einem breiten Publikum bekannt.
Die von ihm verkörperten Rollen sind oft würdevolle Persönlichkeiten mit sympathischen Zügen. So veränderte er seinen Text als Tod im Jedermann bei den Salzburger Festspielen zu „Ich bin dein Tod.“ (statt „Ich bin der Tod.“).
Er war seit 1953 mit der Schauspielerin Marianne Klein († 1988) verheiratet. In zweiter Ehe war er verheiratet mit Frauke Benrath. 
Ende Januar 2000 verstarb Martin Benrath in Herrsching am Ammersee, Bayern im Alter von 73 Jahren an Krebs. Martin Benraths Grabstelle befindet sich auf dem Friedhof Salzburg-Aigen.

## Auszeichnungen
- 1972: Mitglied der Akademie der Künste Berlin und der Bayerischen Akademie der Schönen Künste
- 1973: Goldene Kamera
- 1982: Bayerischer Staatsschauspieler
- 1988: Bayerischer Verdienstorden
- 1992: Bayerischer Filmpreis Ehrenpreis
- 1994: Verdienstkreuz 1. Klasse des Verdienstordens der Bundesrepublik Deutschland
- 1995: Maximiliansorden für Wissenschaft und Kunst
- 1999: Adolf-Grimme-Preis mit Gold, stellvertretend für alle Darsteller in Der Laden (zusammen mit Jo Baier)
- 1999: Deutscher Fernsehpreis (Bester Schauspieler Nebenrolle) für Der Laden
- 1999: Erhalt der Satyr-Knöpfe als bedeutendster Schauspieler seiner Zeit

## Filmografie
- 1954: Meines Vaters Pferde I. Teil Lena und Nicoline
- 1954: Meines Vaters Pferde II. Teil Seine dritte Frau
- 1954: Der Engel mit dem Flammenschwert
- 1956: Tausend Melodien
- 1956: Heidemelodie
- 1958: Die Frau des Fotografen (Fernsehfilm)
- 1959: Kriegsgericht
- 1959: Die ideale Frau – Regie: Josef von Báky
- 1961: Wir sind noch einmal davongekommen (TV)
- 1963: Hedda Gabler (Fernsehfilm)
- 1963: Minna von Barnhelm (Fernsehfilm)
- 1964: Bei Tag und bei Nacht (Fernsehfilm)
- 1964: Nachtzug D 106 (Fernsehfilm)
- 1964: Marie Octobre (Fernsehfilm)
- 1965: Morituri – Regie: Bernhard Wicki
- 1965: Oberst Wennerström (Fernseh-Zweiteiler)
- 1965: Die fünfte Kolonne – Besuch von drüben (Fernsehserie)
- 1966: Gespenster (Fernsehfilm)
- 1967: Die Mission (Fernsehfilm)
- 1967: Die Mitschuldigen (Fernsehfilm)
- 1967: Das Attentat – Heydrich in Prag (Fernsehfilm)
- 1967: Philoktet (Fernsehfilm)
- 1968: Wie es euch gefällt (Fernsehfilm)
- 1968: Was ihr wollt (Fernsehfilm)
- 1969: Zeitgeschichte vor Gericht: Der Fall Liebknecht-Luxemburg (Fernsehfilm, 2 Teile)
- 1969: Die Zimmerschlacht (Fernsehfilm)
- 1970: Erschwerte Möglichkeit der Konzentration (Fernsehfilm)
- 1970: Krebsstation (Fernseh-Zweiteiler)
- 1971: Karpfs Karriere (Fernsehfilm)
- 1971: Die Nacht von Lissabon (Fernsehfilm)
- 1971: Dreht euch nicht um – der Golem geht rum oder Das Zeitalter der Muße (Fernseh-Zweiteiler)
- 1971: Narrenspiegel (Fernseh-Zweiteiler)
- 1972: Der Marquis von Keith (Fernsehfilm)
- 1974: Nie wieder Mary (Fernsehfilm)
- 1974: Eintausend Milliarden (Fernsehfilm)
- 1975: Berlinger – Regie: Bernhard Sinkel und Alf Brustellin
- 1977: Glücksucher (Fernsehfilm)
- 1978: Travesties (Fernsehfilm)
- 1978: Als Hitler das rosa Kaninchen stahl (Fernsehfilm)
- 1979: Die Buddenbrooks – Regie: Franz Peter Wirth
- 1980: Kaltgestellt
- 1980: Aus dem Leben der Marionetten – Regie: Ingmar Bergman
- 1982: Sein Doppelgänger (Fernsehfilm)
- 1982: Die weiße Rose – Regie: Michael Verhoeven
- 1983: Derrick (Episode: Lohmanns innerer Frieden)
- 1985: Spiel im Schloss (Fernsehfilm)
- 1986: Väter und Söhne – Regie: Bernhard Sinkel
- 1987: Derrick (Episode: Mordfall Goos)
- 1990: Wahn dem Hof gefällig (Dokumentarfilm) – Regie: Hans Lang
- 1991: Erfolg (Fernseh-Dreiteiler) – Regie: Franz Seitz junior
- 1991: Der Tod kam als Freund (Fernsehfilm) – Regie: Nico Hofmann
- 1992: Schtonk! – Regie: Helmut Dietl
- 1993: Stalingrad – Regie: Joseph Vilsmaier
- 1993: Der Kinoerzähler – Regie: Bernhard Sinkel
- 1995: Beim nächsten Kuß knall’ ich ihn nieder
- 1995: Die Unbestechliche (Fernsehfilm-Serie)
- 1996: Der Schattenmann (Fernseh-Mehrteiler)
- 1996: Derrick (Episode: Mordecho)
- 1997: Sophie – Schlauer als die Polizei
- 1997: Widows – Erst die Ehe, dann das Vergnügen
- 1997: Derrick (Episode: Hölle im Kopf)
- 1998: Der Campus – Regie: Sönke Wortmann
- 1998: Die Zauberfrau (Fernsehfilm)
- 1998: Der Laden – Regie: Jo Baier
- 1999: Beresina oder Die letzten Tage der Schweiz – Regie: Daniel Schmid
- 1999: Zwei Asse und ein König (TV-Serie, Regie: Bernd Fischerauer)

## Theater
- 1947: Rolf Ellermann: Der Strohhalm – Regie: Erich Geiger (Theater am Schiffbauerdamm)

## Hörspiele (Auswahl)
- 1980: J. R. R. Tolkien: Der Hobbit – Regie: Heinz Dieter Köhler (Hörspiel – WDR)
- 1992: Claude Ollier: Der Tod des Helden (Neuproduktion) (Stimme B) – Regie: Otto Düben (SDR)
- 1994: Javier Tomeo: Dialog in D-Dur (A) – Regie: Otto Düben (SDR)